# 기욤 졸리
기욤 졸리(프랑스어: Guillaume Joli, 1985년 3월 27일~)는 프랑스의 핸드볼 선수로 포지션은 라이트윙이다. 국제 대회에 프랑스 국가대표팀의 일원으로 활동했으며 2012년 하계 올림픽에서 금메달을 획득했다. 또한 세계 선수권 대회에서 3회 우승(2009, 2011, 2015), 유럽 선수권 대회에서 2회 우승(2010, 2014)을 달성했다.